# 阿什莫爾 (伊利諾伊州)
阿什莫爾（英語：Ashmore）是位於美國伊利諾伊州科爾斯縣的一個村落。

## 地理
阿什莫爾的座標為39°31′49″N 88°01′19″W / 39.53028°N 88.02194°W，而該地最高點為海拔高度212米（即697英尺）。

## 人口
根據2010年美國人口普查的數據，阿什莫爾的面積為2.17平方千米，當中陸地面積為2.17平方千米，而水域面積為0.00平方千米。當地共有人口785人，而人口密度為每平方千米361人。